# Diphylleia sinensis
Diphylleia sinensis är en berberisväxtart som beskrevs av Li. Diphylleia sinensis ingår i släktet Diphylleia och familjen berberisväxter. Inga underarter finns listade i Catalogue of Life.